# Amphiprion perideraion
Il pesce pagliaccio rosa o pesce pagliaccio crociato (Amphiprion perideraion Bleeker, 1855) è un pesce d'acqua salata appartenente alla famiglia Pomacentridae. Come tutti i pesci pagliaccio è noto per la simbiosi con alcune specie di anemoni di mare.

## Descrizione
Presenta un corpo di forma ovaloide, compresso ai fianchi. La pinna dorsale è bassa e lunga, le pettorali ampie, le altre pinne hanno forma arrotondata. La livrea è semplice: una stretta striscia bianca va dalla punta del muso, lungo la parte posteriore del delicato corpo rosa dorato, fino alla fine del peduncolo caudale. Una più stretta banda bianca bordata di scuro attraversa il corpo verticalmente, coprendo l'opercolo. L'occhio scuro ha un cerchio dorato attorno alla pupilla e le pinne arrotondate sono più chiare del corpo. Le pinne dorsale e caudale dei maschi hanno il bordo arancione.  

Raggiunge una lunghezza massima di 10 cm.

## Biologia

### Riproduzione
È una specie ermafrodita proterandrica (nasce maschio e invecchiando - con taglia sui 5,4 cm - trasmuta in femmina) e monogama. Ogni coppia si riproduce più volte l'anno. La femmina depone annualmente 2000-4000 uova. I maschio rimangono nel luogo di deposizione per curare e ossigenare le uova.

### Mutualismo
Si associa alle specie di anemoni Heteractis magnifica (in prevalenza), Heteractis crispa, Macrodactyla doreensis e Stichodactyla gigantea.

### Alimentazione
Si nutre di fitoplancton (diatomee), zooplancton e anellidi.

### Predatori
Questa specie è preda abituale dei pesci della famiglia Serranidae.

## Distribuzione e habitat
Questa specie è diffusa nel Pacifico orientale, dal Golfo di Thailandia alla Grande Barriera Corallina, fino alle coste della Nuova Caledonia. Vive nelle lagune atollifere e nelle barriere coralline.

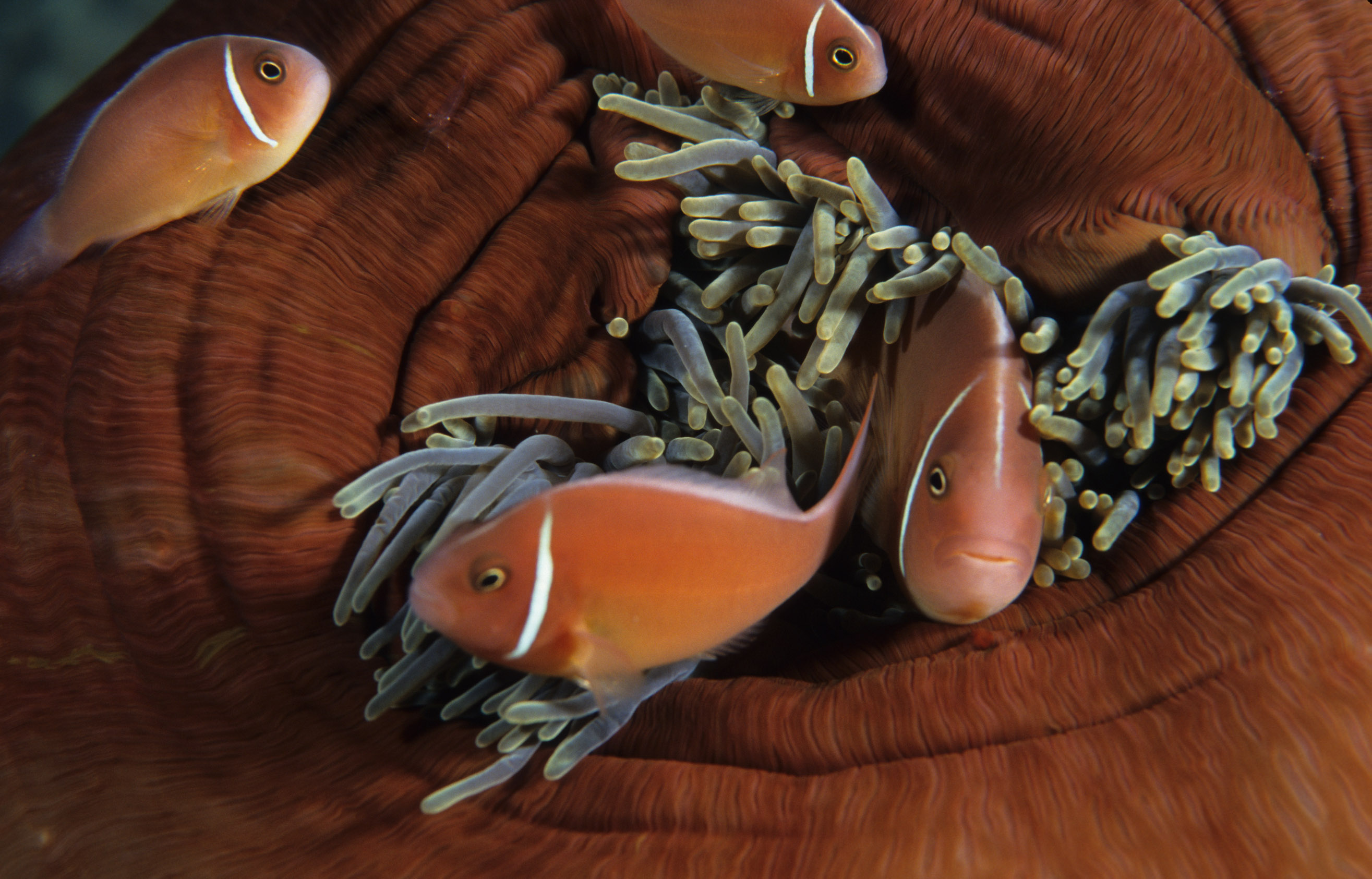
Un gruppo di pesci pagliaccio rosa nell'anemone magnifica (Heteractis magnifica)

## Acquariofilia
Il pesce pagliaccio rosa è allevato in acquari pubblici e privati. Questo pesce ha bisogno di valori dell'acqua ben precisi: Temp. 26° / 30 °C; Densità 1018 / 1022; PH 8,4. Abbastanza difficile da ambientare in quanto inizialmente soffre di parassitosi della pelle, Oodinuim e micosi; sarebbe sempre consigliabile acquistare esemplari già perfettamente acclimatati e quarantenati; una volta ben ambientato è onnivoro, predilige mangime surgelato, artemie o chironomus e mysis, liofilizzato o secco in granuli di piccolo diametro.
Necessita di una vasca relativamente piccola, anche per le sue dimensioni, in quanto non è un grande nuotatore e preferisce restare nelle vicinanze del suo territorio, spesso incentrato su di un'attinia (in acquario vanno benissimo le specie del genere Radianthus).
È purtroppo poco resistente alle malattie.
Per il suo ottimale mantenimento in acquario sono necessarie vasche con acqua ben filtrata ed ossigenata, preparata con sali marini sintetici di ottima qualità; abbondanti cambi parziali con un'accurata sifonatura del fondo, regolari trattamenti con ozono ed aggiunte settimanali di Oligoelementi e Bioelementi.
Molto adatto agli acquari di barriera con pesci pacifici ed invertebrati, del tipo Mini Reef.